# 1480 en Angleterre
Chronologie de l'Angleterre
- 1476
- 1477
- 1478
- 1479
- 1480
- 1481
- 1482
- 1483
- 1484

Cette page concerne l'année 1480 du calendrier julien.

## Naissances en 1480
- 10 novembre : Brigitte d'York, nonne
- Date inconnue : 
  - Edward Bayntun, gentilhomme
  - John Bunting, member of Parliament pour New Romney
  - William Capon, ecclésiastique
  - Joyce Culpeper, noble
  - Thomas Eustace, 1er vicomte Baltinglass
  - William Foxe, member of Parliament pour Ludlow
  - William Franklyn, doyen de Windsor
  - William Griffith, politicien
  - Elizabeth Howard, comtesse de Wiltshire
  - William Lok, shérif
  - Edward More, ecclésiastique
  - Thomas Parr de Kendal, chevalier et courtisan
  - Alan Percy, universitaire
  - Richard de la Pole, prétendant au trône
  - Anthony Poyntz, diplomate
  - Adam Ralegh, member of Parliament pour Totnes
  - Robert Seymour, member of Parliament pour Heytesbury
  - William Shelley, juge
  - James Walton, member of Parliament pour Preston
  - William Warham, archidiacre de Cantorbéry
  - Robert Whittington, grammairien

## Décès en 1480
- 19 mai : Lawrence Booth, archevêque d'York
- 4 août : Agnes Oxenbridge, femme réputée être un des premiers cas de lesbianisme au Moyen Âge
- 6 août : John Greville, noble
- 20 septembre : Anne Neville, duchesse de Buckingham
- 15 octobre : William Plumpton, propriétaire terrien
- Date inconnue :
  - William Bourchier, vicomte Bourchier
  - Henry FitzLewis, chevalier
  - William Hampton, lord-maire de Londres
  - William Hatteclyffe, médecin et diplomate
  - Thomas Kirkham, évêque de Sodor et Man